# Dorian Chiotti
Dorian Chiotti, né le 16 août 1998 à Clermont-Ferrand en France, est un footballeur international mauricien qui joue au poste de gardien de but à l'US Hostert.

## Biographie

### En club
La carrière du joueur débute au sein du FC Cournon.
Après deux ans dans son ancien club, le joueur rejoint le FC Chamalières en 2018, alors en National 3. Il est sacré champion de son groupe de National 3 à l'issue de sa première saison avec son nouveau club.
Auteur de bonnes performances avec son ancien club, le joueur décide de rejoindre le Andrézieux-Bouthéon FC, alors en National 2.
Le 7 juillet 2022, le joueur signe un contrat avec le Louhans-Cuiseaux FC.
Jouant peu, il décide de retourner au FC Chamalières en 2023.
À la suite de la descente de son ancien club en National 3, le joueur signe pour la première fois de sa carrière dans un autre pays, au Luxembourg, en rejoignant l'US Hostert, alors promu en BGL Ligue.

### En sélection
Possédant une double nationalité, le joueur décide de jouer pour l'équipe de Maurice et dispute son premier match le 17 novembre 2023 face au Cameroun lors des qualifications de la Coupe du monde 2026 (défaite trois buts à zéro).

## Palmarès
| FC Chamalières (1) :           |
| ------------------------------ |
| - National 3 - Champion : 2019 |